# چای سقرلو
چای سقرلو یک روستا در ایران است که در دهستان رضاقلی قشلاق واقع شده‌است. چای سقرلو 190 نفر جمعیت دارد.